# No Anger
No Anger est une artiste, chercheuse et activiste queer et anti-validiste, basée à Lyon, France. Le travail de No Anger porte sur des questions de handicap, de féminisme et de théorie queer.

## Parcours

### Éléments biographiques
D'origine coréenne, No Anger naît en 1990. Adopté en France, No reçoit le nom de Noémie Aulombard. No Anger a signé sa thèse de ce nom, mais souhaite maintenant être appelé Nohan, No ou No Anger. Depuis 2020, son nom civil est Aulombard-Arnaud, en hommage à son grand-père maternel; mort cette année-là, cet ouvrier du livre autodidacte.
No Anger a partagé son enfance et son adolescence entre Montpellier (Hérault) et Belmont-sur-Rance (Aveyron), lieux auxquels elle reste très attachée.
Le choix de son pseudonyme « No Anger » (« Pas de colère » en français) s'explique par sa volonté de transformer la colère (individuelle) en création politique et artistique : « j'ai créé cet alterego comme un talisman contre cette colère, pour la transformer en création artistique et la placer comme fondement de la réinvention de soi. No Anger n'est donc pas un refus de la colère mais le souhait d'en faire quelque chose d'autre ».
À l'adolescence, vers l'âge de quinze ans, No Anger fait son coming out lesbien. Aujourd'hui, l'artiste se définit comme une personne queer et non-binaire et utilise le pronom  iel » et les accords neutres.

### Formation et recherches
Après des études à l'Institut d'études politiques de Lyon et l'École normale supérieure de Lyon, No Anger y obtient, en 2019, un doctorat en sciences politiques. Sa thèse, Défier la sexualisation du regard. Analyse des démarches contestataires des FEMEN et du post-porn, porte sur « la nudité et les représentations sexuelles dans la contestation politique. » Le travail de recherche analyse l'impact de l'imaginaire hégémonique produit par la télévision, le cinéma et la publicité sur les perceptions des corps des femmes et des personnes LGBT+, ainsi que les modalités de contestation de cette lecture dominante.
Les recherches de No Anger s'appuient sur l'étude des « scripts corporels »  pour comprendre comment se forme l'imaginaire dominant et comment celui-ci structure le regard social sur les corps et les discriminations qui en découlent. Ses travaux examinent comment « ce que l'on imagine des corps influe sur les façons de les montrer et de les regarder, ce qui influence les pratiques, notamment discriminatoires, des acteurs sociaux. » 

### Activisme et écriture
No Anger a été proche du CLHEE (Collectif Lutte et Handicaps pour l'Égalité et l'Émancipation), groupe de soutien mutuel composé de personnes en situation de handicap.

## Pratique artistique
La pratique artistique de No Anger mêle l'art vidéo, l'art-performance et l'écriture littéraire. Son approche interroge les modes d'expression et de monstration des corps, visant à exprimer l'expérience de corps minorisés qui s'affranchissent de leur monstration hégémonique.
Parmi les œuvres les plus emblématiques figure Quasimodo aux miroirs, performance chorégraphique présentée pour la première fois au MAC VAL en 2018. Cette œuvre propose de nouvelles esthétiques du "corps handicapé" et articule les luttes féministe, queer et antivalidiste. La performance a également été créée en version duo, notamment avec l'artiste et philosophe Emma Bigé. L'œuvre explore la manière dont « Quasimodo m'a peu à peu appris à me croire un corps repoussoir. [...] Comment les logiques sociales, par le biais des productions culturelles, ont-elles façonné ma narration intime et construit mon rapport au désir ? ».

### Reconnaissance et diffusion
No Anger est lauréat du Prix Utopi·e 2023, qui célèbre la création LGBTQIA+. No Anger a également participé au film My Body My Rules (2017) d'Émilie Jouvet, film expérimental autour de l’image du corps, de la nudité politique et de ses représentations.
En 2025, No Anger est lauréat de la bourse ADAGP x Bétonsalon.
Les performances et œuvres ont été présentées dans plusieurs institutions prestigieuses :
- École normale supérieure de Lyon
- MAC VAL - Musée d'Art Contemporain du Val-de-Marne
- Palais de Tokyo
- Centre Pompidou
- Mucem[10]

### Philosophie artistique
Son travail théorique développe le concept de « corps-repoussoirs », qui « repose sur l'idée que certaines représentations de corps, les corps fictifs, structurent un certain regard sur les corps, et reflètent les façons dont on montre les corps dans le monde social,. »

## Collectif Ostensible
En 2022, No Anger cofonde avec Lucie Camous le collectif Ostensible, structure de recherche-création dédiée aux études crip, un ensemble de recherches transdisciplinaires qui mènent une réflexion intersectionnelle sur le handicap et le validisme.

### Travaux universitaires
- « Théoriser avec indiscipline : de l'intimité d'un corps à la recherche sur les corps », dans Théoriser en féministe, Hermann, 2021, 115-126 p. (ISBN 979-1-0370-0830-5, lire en ligne)
- « Femmes handicapées et violences sexuelles : entre difficultés de prise en charge et empuissancement », Mouvements, vol. 3, no 99,‎ 2019, p. 131-143 (DOI 10.3917/mouv.099.0131, lire en ligne)
- [thèse de doctorat] Défier la sexualisation du regard. Analyse des démarches contestataires des FEMEN et du post-porn, École normale supérieure de Lyon, 2019, 373 p. (lire en ligne)
- « Handicap, parole de témoin et parole d'expert : vers une co-construction des discours ? », La nouvelle revue de l'adaptation et de la scolarisation, vol. 3, no 75,‎ 2016, p. 89-104 (lire en ligne)
- « Les enjeux philosophiques d'un droit à l'intimité », Développement Humain, Handicap et Changement Social, vol. 21, no 2,‎ 2015, p. 135-140 (DOI 10.7202/1086475ar, lire en ligne)
- « L'ordre vestimentaire : de la distinction par l'habillement à la culture de l'élégance », Lectures,‎ 22 avril 2014 (DOI 10.4000/lectures.14446, lire en ligne)
- [mémoire de master] La place du corps de l'artiste dans la contestation politique, au XXe siècle, en France : analyse politique dans la perspective des études de genre, École normale supérieure de Lyon, 2013, 104 p. (lire en ligne)

### Articles de presse
- No Anger, « La fée Bleue et moi », La Déferlante,‎ mai 2023 (lire en ligne)
- No Anger, « L'amour est un oignon », La Déferlante,‎ août 2023 (lire en ligne)